# Meunasah Kulam (Sampoiniet)
Meunasah Kulam is een bestuurslaag in het regentschap Aceh Jaya van de provincie Atjeh, Indonesië. Meunasah Kulam telt 216 inwoners (volkstelling 2010).